# Ytterstfors herrgård
Ytterstfors herrgård var en herrgård uppförd 1839 men som brann ner 1918. Efter att byggnaden brann ner uppfördes Ytterstfors nya herrgård 1920 på samma plats. Dess fasad var inspirerad av Rottneros herrgård, och har en tydlig nyklassicistisk stil.
Efter att Ytterstfors glasbruk lagts ner användes byggnaden 1944 till 1967 som husmodersskola i landstingets regi. Byggnaden används sedan 1972 som kursgård av ägaren Evangelisk Luthersk Samling.